# Frank Marocco
Frank Marocco (Waukegan, 2 gennaio 1931 – Los Angeles, 3 marzo 2012) è stato un fisarmonicista statunitense.
È conosciuto come uno dei fisarmonicisti più registrati nel mondo.
Frank Marocco è cresciuto a Waukegan, una città vicino a Chicago. All'eta di 7 anni i suoi genitori l'iscrissero ad una scuola per principianti di fisarmonica.
Il suo primo insegnante fu George Stefani che insegnò al giovane fisarmonicista per 9 anni. Anche se iniziò lo studio della musica classica, Stefani incoraggiò Marocco ad esplorare altri generi musicali. Oltre alla fisarmonica, Frank studiò Pianoforte e Clarinetto, così come teoria musicale, armonia e composizione. Più tardi studiò con Andy Rizzo un conosciuto fisarmonistica ed insegnante americano.

## Vita privata
Frank ha vissuto fino alla morte con la moglie Anne nel quartiere di Silver Lake a Los Angeles e avevano 3 figlie, Cyntia, Lisa e Venetia. Cyntia ha seguito la carriera musicale studiando flauto. All'età di 13 anni si è distinta per essere la più giovane strumentista all'American Youth Symphony diretta da Mehli Mehta. Lisa attratta dalla danza è diventata una skater professionista girando per varie stagioni con gli Ice Capades. Venetia è una insegnante di fisioterapia e ora una insegnante di scuola. Tutte e tre le figlie sono sposate.
È scomparso nel 2012 all'età di 81 anni.

## Discografia

### Jazz e evergreen
- Two for the Road, Artist Signed Records 2011, together with Daniele di Bonaventura
- CHANGES, Artist Signed Records 2010
- Jazz on the Road, Karthause-Schmülling 2009
- Cammino dritto, con Marea 2008
- Be-bop buffet, 2006, con Simone Zanchini
- Just Friends, 2006
- Back in Time, 2006
- Frank Marocco Beyond the Sea 2004-1-CD (Acoustic accordion, including French and Italian music)
- Frank Marocco Group Appassionato 2003-1-CD
- Frank Marocco Group Made in Germany CD
- Frank Marocco Quartet Freedom Flight SAB-010-CD
- Brazilian Waltz -Discovery-DS949-CD
- Ballad for Anne -Discovery-DS950-CD
- A Nite in Marocco AMNFM-03-CD
- Frank Marocco Quintet Live CD
- Turn out the Stars AMNFM 04 CD
- Evergreens Frank Marocco-AMNFM 02-CD, 1992
- Like Frank Marocco, Verve

### Musica classica
- Recorded Kammermusic #1 (Hindemith) Los Angeles Chamber Orchestra
- Gerard Schwarz conducting on Nonesuch #79077
- American Ballet Company - The Informer with Mikhail Baryshnikov
- Pavorotti concert - Pacific Symphony
- Los Angeles Chamber Orchestra concert, conducted by Gerard Schwarz
- Los Angeles Philharmonic Orchestra concert - Maxim Shostakovitch
- San Diego Symphony concert - Maxim Shostakovitch
- Hollywood Bowl Orchestra concerts - Johnny Green, conducted by John Mauceri
- Roger Wagner Chorale concerts - Los Angeles Music Center
- Recorded the Music for Chekov plays, - Amundson Theater Los Angeles Music center
- Recorded Classical / Jazz Chamber Group concert - Chistopher Calliendo, Shoenberg Hall, University of California, Los Angeles
- Three Penny Opera - Los Angeles Philharmonic - conducted by John Adams
- La Scala Ballet Co. "Amarcord" Ballet- Orange county performing Arts Center
- Kurt Weill concert - John Anson Ford Theater Hollywood with Roger Kelloway and Robin Ford
- PDQ Bach concert with Pasadena Symphony - conducted by George Mester

### Video
- Jazz Accordion in Concert, 1990, 1992, 1996, 2003 Four volumes with Ken Olendorf and Merle Allen Sanders[3]